# Intézménytörténeti Múzeum (Mosonmagyaróvár)
A mosonmagyaróvári egyetem történetét bemutató múzeum a várépületben található. Gazdag anyagot tekinthetnek meg a látogatók az intézmény alapításától napjainkig.
A történeti bizonyítékok alapján a mosonmagyaróvári intézmény a jelenleg működő agrárfelsőoktatást tekintve első volt Európában, sőt több forrás alapján, világviszonylatban is, mindössze egy hónappal megelőzve, az elsők között számon tartott Hohenheimi Akadémiát. Az alapítás időpontja 1818. október 25-e volt. Az alapító Albert Kázmér szász herceg, Mária Terézia veje az alapítólevélben egyértelműen kifejeződésre juttatta, hogy az első naptól kezdve a felsőfokú képzés a mezőgazdasági tudományok mellett az egyéb (más) tudományok oktatása is felsőfokon történjen!
A tanári kar tagjai elévülhetetlen érdemeket szereztek a századforduló (XX. század)  időszakában az intézményfejlesztés és a kutatás-oktatás egységének megteremtésének érdekében. A világhírű elismerés a színvonalas képzésen túl, az intézményhez kötödő 10 kutatóintézet alapításából is fakad. Ezek a kutatóintézetek ma is működnek, főleg Budapesten és környékén. Érdekes színfoltja az intézménytörténetnek Nikolaus Lenau osztrák költő, aki hallgatóként a régió szépségeit számos versében leírta.
A hagyományok és a mai kapcsolatok szempontjából fontos tény, hogy az 1872-ben alapított Universität für Bodenkultur Wien (Bécsi Agrártudományi Egyetem) A közös eredet alapján ma is alma materének tekinti a mosonmagyaróvári egyetemet. Nagy becsben van a millennium évében egy bécsi apácarendtől adományozott „gazdászzászló”-nak, különleges művészettörténeti értéke miatt.
A kiállítás legújabb kori anyagát a szervezők az aktualitásokat figyelembe véve változtatják meg. Jelenleg az egyetem területén a következő múzeum és kiállítások tekinthetők meg.
- Élettani Gyűjtemény
- Eketörténeti Kiállítás
- Intézménytörténeti Múzeum